# Tim Richmond

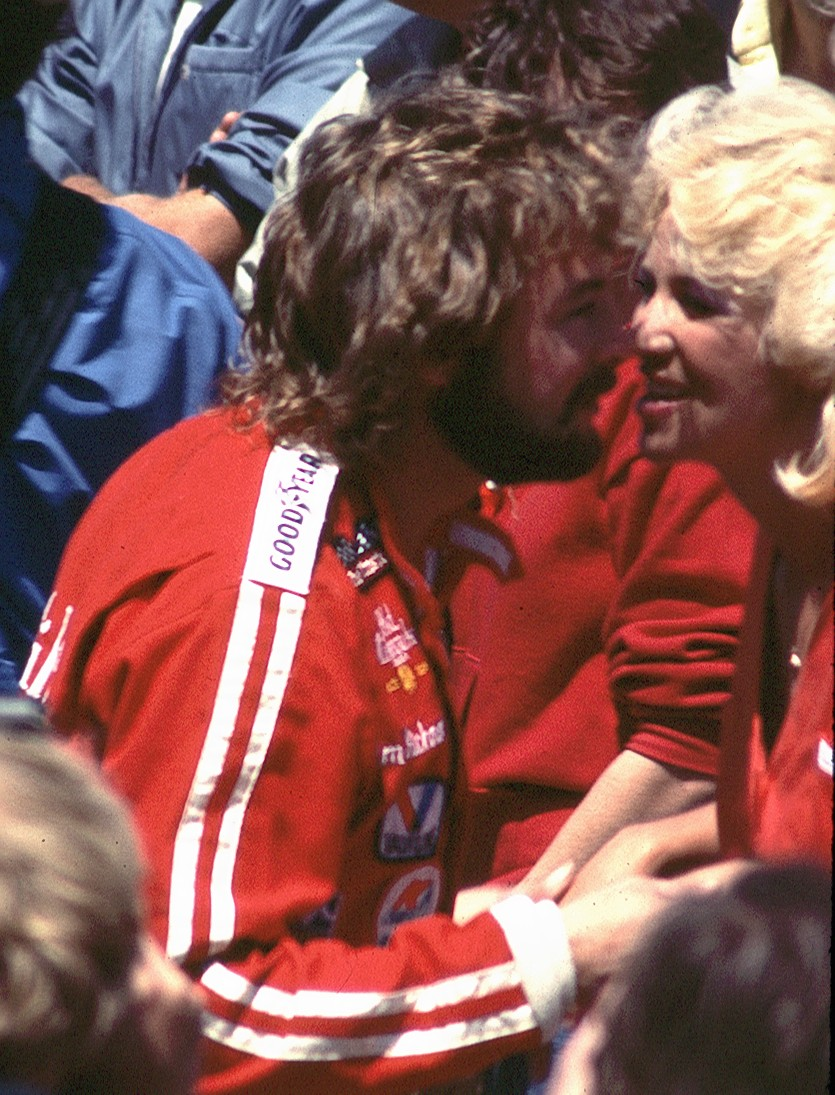
Tim Richmond

Timothy Lee Richmond, mais conhecido como Tim Richmond (Ashland, Ohio, Estados Unidos, 7 de junho de 1955 - West Palm Beach, Florida, 13 de agosto de 1989) foi um piloto de automobilismo estadunidense. Teve muito sucesso na maxima categoria do stock cars, NASCAR Cup Series, obtendo 13 vitorias, 42 top 5 e a terceira posicao do campeonato em 1986. Richmond pilotou, quase toda sua carreira na NASCAR, para as marcas do General Motors: Buick, Pontiac e Chevrolet.
Também participou nos monopostos, concluindo nono e galardonado como Estreante do Ano nas 500 Milhas de Indianápolis de 1980 da CART.
Vindo de uma familia rica, Richmond se caracterizaba por ter um estilo de vida despreocupada e cheio de gostos extravagantes. Encontrava-se com gente famosa e fazia saidas nocturnas, obtendo assim o apodo Hollywood. Nos ultimos anos da sua carreira desportiva, sofreu de problemas de saude, padecendo de Sida. Por essa doencia, morreu aos 34 anos de idade.

## Carreira desportiva
Durante sua adolescência, Richmond praticou esportes como corridas com barreiras e futebol americano. Também aprendeu a voar, conseguindo a licença de piloto privado com 16 anos de idade. 
Empeçou disputar no automobilismo em 1976, quando pilotou um sprint car no ovalo de Lakeville. Depois, Richmond competiu nos monopostos de Supermodified, onde foi estreante do ano e campeao da pista no ovalo de Sandusky. Alem disso, também participou das corridas de sprint car e Mini Indy Cars.
Em 1979, Richmond estreio na CART numa corrida em Michigan, dirigindo um Eagle-Offenhauser comprado pelo seu pai. Logo, participou mais quatro corridas, onde obteve uma oitava colocação em Watkins Glen. No ano seguinte, esteve em tres corridas, destacando-se nas 500 Milhas de Indianapolis, onde concluiu nono, ficando-se sem combustivel a tres voltas do final. Esse despemho foi nombrado como Estreante do Ano das 500 Milhas de Indianapolis.
O presidente do Pocono Raceway Joseph Mattioli III, convenceu Richmond de fazer a mudanca as corridas de stock car. Richmond estreio na NASCAR Cup Series en 1980. Dispotou cinco corrida num Chevrolet da equipe de D. K. Ulrich, e obteve 12º posicoes tres vezes. No ano seguiente, a primeira parte da temporada pertenceu ao equipe de Ulrich, mas apos ele pilotou para os equipes Kennie Childers, RahMoc e Bob Rogers. Apesar das mudancas concluiu 16º no campeonato com top 10.
Apos de falhar a tentativa de clasificar para as 500 Milhas de Daytona e correr uma corrida com um Ford, Richmond foi contratado por Jim Stacy. Dirigindo um Buick ganhou as duas corridas de Riverside, sete top 5 e doce top 10. No entanto, quatro ausencia e nove retiros deixaram 26º no campeonato.
Em 1983, Richmond foi contratado pela equipe de Raymond Beadle para pilotar um Pontiac. Conseguiu uma vitoria, 10 top 5 e 15 top 10. No entanto, sofreu treze abandonos, ficando-se decimo no campeonato. No ano seguinte, obteve uma vitoria, seis top 10 e once top 10, no entanto, 12 retiros deixaram 12º no campeonato do pilotos. Richmond não pôde ganhar em 1985, com um total de 3 top 5 e 13 top 10 concluiu 11º no campeonato.
Em 1986, Richmond uniu-se na equipe Hendrick Motorsports, dirigindo um Chevrolet. Terminou uma seca de vitoria de 64 corridas, ganhando em Pocono. Logo,  obteve mais seis vitorias: as 400 Milhas de Daytona, segunda corrida de Pocono, Watkins Glen, as 500 Millas do Sul de Darlington, Richmond e os 500 km de Riverside. Ficou terceiro no campeonato com um total de 13 top 5.
Apos do banquete anual da NASCAR, Richmond ficou doente. Foi diagnosticado com SIDA, ausentando-se varios mesas das corridas, embora ele informou que padecia de dupla pneumonia. Voltou a NASCAR Cup Series nas 500 Milhas de Pocono, ganhando a corrida. Na corrida seguinte, os 400 km de Riverside, obteve a segunda vitoria consecutiva. Após, só obteve um quarto puesto e um décimo nas seguintes seis corridas, renunciando a equipe.
Tentou voltar NASCAR para a temporada 1988. Esteve tentando conseguir uma vaga no Clash de Daytona. No entanto, Richmond foi suspendido pela NASCAR por dar positivo de substâncias proibidas. Num segundo teste, Richmond deu negativo. Apesar de isso, NASCAR deixaria correr se Richmond entregasse os seus registos médicos. Em abril, Richmond demandou NASCAR por calúnias e injúrias, quebra de contrato e negligência, entre outros. Um juiz ordenou Richmond entregar seus registos medicos e o processo foi resolvido fora do tribunal. Richmond Retirou-se sua mansão, e apos, foi hospitalizado em West Beach Palm.
Richmond morreu em 1989, sem saber as causas da mesma no momento, e foi enterrado seu povo natal Ashland. Duas semanas mais tarde, seu médico contou que Richmond tinha padecido de sida e que foi infectado de ter relações sexuais com uma mulher desconhecida. Depois, conheceu-se que mais de 90 pilotos e pessoal realizaram testes de SIDA. 

## Ligacões externos
- Tim Richmond em Motorsports Hall Of Fame
- Tim Richmond em Racing Reference